# Jean de Toucy
 (septembre 2021).
Jean de Toucy (né vers 1206 - † en 1250) est seigneur de Toucy au début et au milieu du XIIIe siècle. Il est le fils d'Ithier IV de Toucy, seigneur de Toucy, et de son épouse Béatrix de Rion.

## Biographie
Il devient seigneur de Toucy vers 1218 lors du décès de son père Ithier IV de Toucy durant la cinquième croisade lors du siège de Damiette.
Il participe à la septième croisade avec le roi Saint Louis et trouve la mort à la bataille de Mansourah en 1250.

## Mariage et enfants
En 1231, il épouse Emma de Laval, veuve 1° de Robert III, comte d'Alençon, puis 2° de Mathieu II, dit le Grand, seigneur de Montmorency ; elle était fille de Guy V, seigneur de Laval, et de son épouse Avise de Craon. Il a un enfant :
- Jeanne de Toucy, qui succède à son père. Elle devient comtesse de Bar à la suite de son mariage en 1266 avec Thiébaut II de Bar : d'où la suite des comtes puis ducs de Bar.

## Source
- Ernest Petit, Histoire des ducs de Bourgogne de la race capétienne, 1889.